# Czartówek
Czartówek – wieś w Polsce położona w województwie wielkopolskim, w powiecie konińskim, w gminie Skulsk.
| SIMC    | Nazwa   | Rodzaj    |
| ------- | ------- | --------- |
| 0294303 | Wandowo | część wsi |

W latach 1975–1998 miejscowość administracyjnie należała do województwa konińskiego.